# Montano (hereje)
Montano (* ¿? - † ha. 175) fue un teólogo frigio, inspirador de la doctrina conocida como montanismo.
Nacido probablemente en Ardabau, villa frigia en el territorio de la actual Turquía en la primera mitad del siglo II, Montano era, antes de convertirse al cristianismo, un sacerdote de la diosa Cibeles, cuyo culto implicaba crueles ceremonias como la autocastración de sus sacerdotes. 
Hacia el año 156, después de recibir el bautismo y asistido por dos profetisas llamadas Maximila y Priscila, comienza a anunciar el comienzo de una nueva era en la Iglesia a la que llama “Era del Espíritu” al considerarse directamente enviado por el Espíritu Santo.
Su doctrina fue condenada oficialmente durante el pontificado de Ceferino, cuando Montano ya había fallecido.

## Montanismo
El montanismo que recibe ese nombre de su fundador, Montano, quien había sido sacerdote pagano hasta su conversión alrededor del año 155. Algún tiempo después, Montano comenzó a profetizar, diciendo que había sido poseído por el Espíritu Santo. Pronto se le unieron dos mujeres, Priscila y Maximila. Esto en sí no era nuevo, pues en esa época todavía continuaba la práctica de permitirles a quienes recibían ese don que profetizaran en las iglesias. Lo que sí se acostumbraba —y se había acostumbrado desde el principio— era asegurarse de que lo que tales profetas decían concordaba con la doctrina cristiana. 
En palabras de Eusebio, obispo de Cesarea, en su Historia eclesiástica: 
"Un convertido reciente, llamado Montano, debido a su inagotable deseo de liderazgo, le dio oportunidad al adversario en su contra. Y se puso de su lado, y estando repentinamente en una especie de frenesí y éxtasis, deliró y comenzó a musitar y decir cosas extrañas, profetizando de manera contraria a la costumbre constante de la iglesia transmitida desde el comienzo por la tradición. Algunos de los que escucharon sus declaraciones espúreas al tiempo que estaban indignados, y lo reprendían como a alguien que estaba poseído, y que estaba bajo el control de un demonio, y que era guíado por un espíritu engañoso, y estaba desviando a la multitud, y le prohibieron hablar, recordando la distinción hecha por el Señor y su advertencia de guardarse vigilantes contra la venida de falsos profetas. Pero otros imaginándose poseídos del Espíritu Santo y de un don profético, se exaltaron y se engrieron no poco; y olvidando la distinción del Señor, desafiaron al espíritu loco, insidioso y seductor, y fueron engañados y seducidos por él. Como consecuencia de esto, el ya no pudo ser mantenido bajo control, como para mantenerlo en silencio... Y él además entusiasmó a dos mujeres y las llenó con el espíritu falso, de modo que ellas hablaron salvaje, irracional y extrañamente, como Montano mismo."
En el caso de Montano y sus seguidores, pronto las autoridades eclesiásticas comenzaron a tener dudas, pues los montanistas decían que con ellos había comenzado una nueva era. De igual modo que en Jesucristo se había iniciado una nueva edad, ahora estaba sucediendo lo mismo con la dádiva del Espíritu Santo a los montanistas. Contra esta herejía luchó el papa San Sotero.
Esa nueva edad se caracterizaba por una vida moral más rigurosa, de igual modo que el Sermón del Monte
había enseñado una doctrina más rigurosa que el Antiguo Testamento. La razón por la que el resto de la iglesia se opuso a la predicación de los montanistas no fue su énfasis en las profecías, sino lo que pretendían en el sentido de que ahora comenzaba una nueva era, el fin de la historia.